# Cerkiew Opieki Matki Bożej w Olsztynie
Cerkiew pod wezwaniem Opieki Matki Bożej – prawosławna cerkiew parafialna w Olsztynie. Należy do dekanatu Olsztyn diecezji białostocko-gdańskiej Polskiego Autokefalicznego Kościoła Prawosławnego.

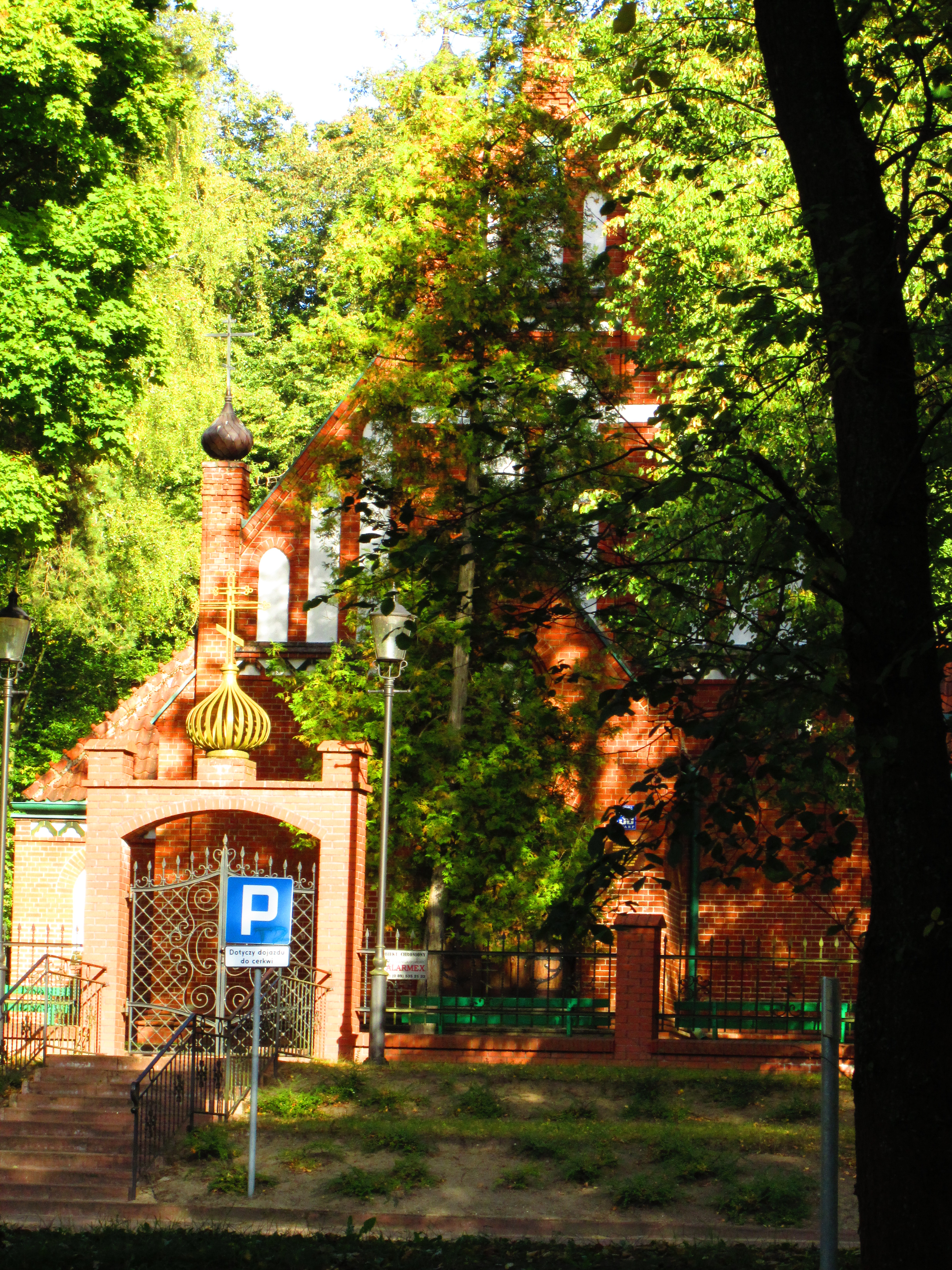
Cerkiew od frontu

Olsztyńska cerkiew prawosławna to dawna kaplica Kościoła Ewangelicko-Augsburskiego przy Alei Wojska Polskiego. Wybudowana w latach 1903–1904 według projektu architekta Paula Christiana Zerocha w stylu neogotyckim, murowana, jednonawowa. Elewację kaplicy zdobiły sterczyny oraz profile ceglane z zielonej glazury. Od 25 grudnia 1946 odprawiane były w kaplicy nabożeństwa prawosławne, w roku następnym obiekt został świątynią parafialną. W związku z tym świątynię wyposażono w ikonostas (przywieziony przez przesiedleńców), usunięto organy i wybudowano kopułki z krzyżami w miejscu pinakli. W latach 90. XX w. w oknach cerkwi wstawiono witraże.
Początkowo przy cerkwi znajdował się założony w 1886 cmentarz (od 1947 służący parafii prawosławnej), jednak w 1972 został zlikwidowany – na jego miejscu urządzono park miejski.
W 2001 obok świątyni ustawiono drewniany krzyż upamiętniający akcję „Wisła”.
Cerkiew jest dostępna dla zwiedzających w niedzielę w okolicach godzin 9:15–9:45.
Świątynię wpisano do rejestru zabytków 27 lutego 1988 pod nr 1716.